# Sibila Délfica

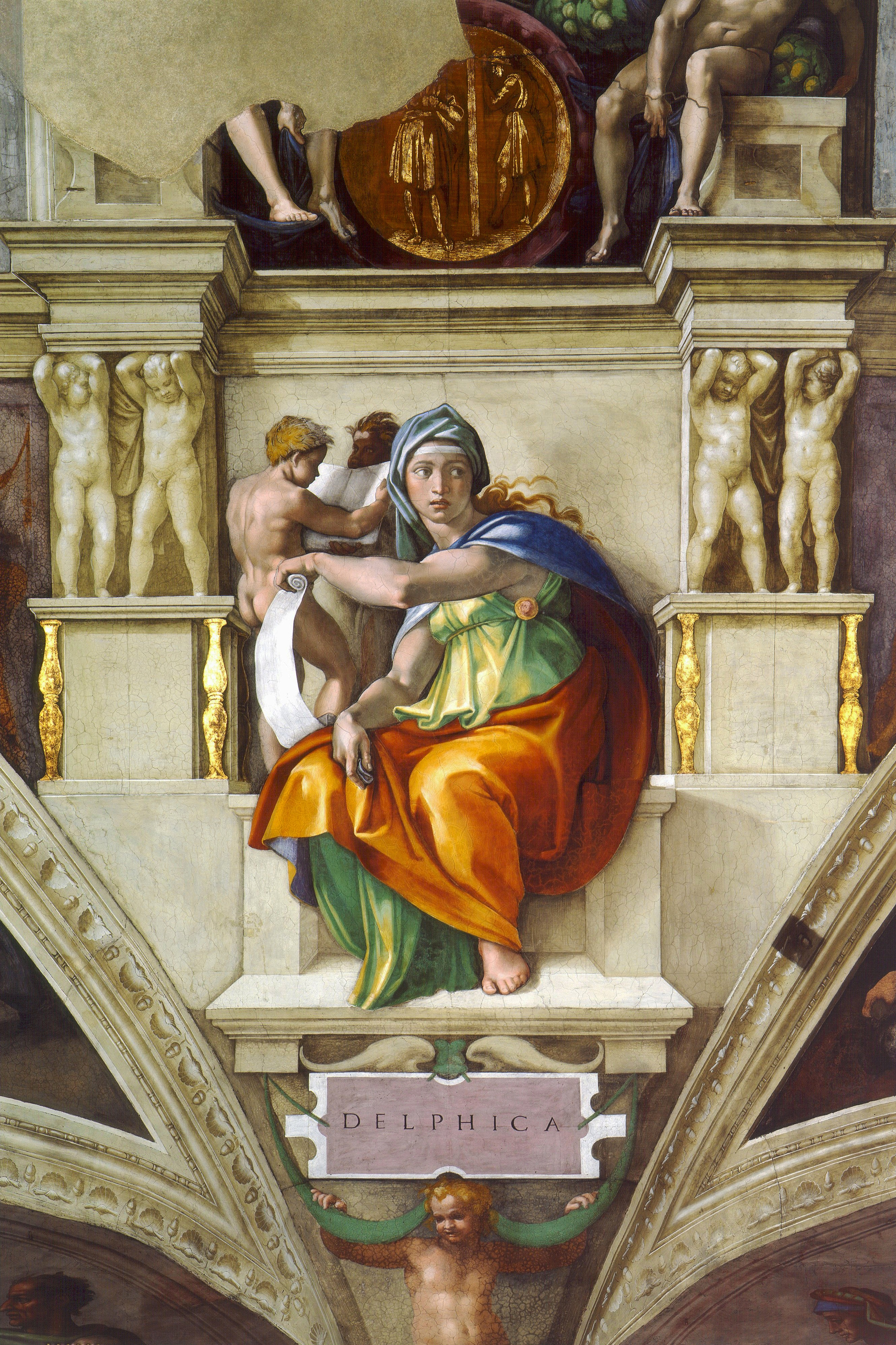
Afresco de Michelangelo retratando a sibila Délfica.

A sibila Délfica é uma figura da mitologia greco-romana que representa uma profetisa da antiguidade clássica. As lendas diziam que ela atuava como um oráculo em Delfos, nas encostas do monte Parnaso. Diz-se que sua mãe era Lâmia, filha de Poseidon. A sibila Délfica não era envolvida com a operação do Oráculo de Delfos, sendo distinta, portanto, da figura de Pítia, sacerdotisa de Apolo. Uma das mais notórias representações dessa sibila é a pintada por Michelangelo no teto da Capela Sistina, no Vaticano.